# Joe Wolf
Pour les articles homonymes, voir Wolf.
Joseph James « Joe » Wolf, né le 17 décembre 1964 à Kohler (Wisconsin) où il est mort le 26 septembre 2024,, est un joueur puis entraîneur américain de basket-ball. En tant que joueur, il évolue aux postes d'ailier fort et de pivot.
Après avoir passé sa carrière universitaire dans l'équipe des Tar Heels de Caroline du Nord, il est drafté en 13e position par les Clippers de Los Angeles lors de la draft 1987 de la NBA.
Il est entraîneur adjoint des Nets de Brooklyn entre 2014 et 2017.